# Pommerieux
Pommerieux és un municipi francès situat al departament de Mayenne i a la regió de País del Loira. L'any 2007 tenia 666 habitants.

## Demografia

### Població
El 2007 la població de fet de Pommerieux era de 666 persones. Hi havia 224 famílies de les quals 44 eren unipersonals (32 homes vivint sols i 12 dones vivint soles), 60 parelles sense fills, 112 parelles amb fills i 8 famílies monoparentals amb fills.
La població ha evolucionat segons el següent gràfic:
Habitants censats

### Habitatges
El 2007 hi havia 250 habitatges, 234 eren l'habitatge principal de la família, 10 eren segones residències i 6 estaven desocupats. 247 eren cases i 2 eren apartaments. Dels 234 habitatges principals, 184 estaven ocupats pels seus propietaris, 49 estaven llogats i ocupats pels llogaters i 1 estava cedit a títol gratuït; 2 tenien una cambra, 3 en tenien dues, 24 en tenien tres, 65 en tenien quatre i 140 en tenien cinc o més. 177 habitatges disposaven pel capbaix d'una plaça de pàrquing. A 90 habitatges hi havia un automòbil i a 131 n'hi havia dos o més.

### Piràmide de població
La piràmide de població per edats i sexe el 2009 era:
| Homes | Edats   | Dones |
| ----- | ------- | ----- |
| 0     | 95 o +  | 0     |
| 0     | 90 a 94 | 0     |
| 0     | 85 a 89 | 12    |
| 0     | 80 a 84 | 0     |
| 8     | 75 a 79 | 4     |
| 8     | 70 a 74 | 8     |
| 12    | 65 a 69 | 8     |
| 16    | 60 a 64 | 12    |
| 8     | 55 a 59 | 12    |
| 16    | 50 a 54 | 4     |
| 24    | 45 a 49 | 28    |
| 12    | 40 a 44 | 20    |
| 24    | 35 a 39 | 24    |
| 32    | 30 a 34 | 32    |
| 32    | 25 a 29 | 16    |
| 4     | 20 a 24 | 4     |
| 24    | 15 a 19 | 20    |
| 36    | 10 a 14 | 12    |
| 24    | 5 a 9   | 44    |
| 32    | 0 a 4   | 24    |

## Economia
El 2007 la població en edat de treballar era de 424 persones, 343 eren actives i 81 eren inactives. De les 343 persones actives 331 estaven ocupades (180 homes i 151 dones) i 12 estaven aturades (2 homes i 10 dones). De les 81 persones inactives 24 estaven jubilades, 45 estaven estudiant i 12 estaven classificades com a «altres inactius».

### Ingressos
El 2009 a Pommerieux hi havia 237 unitats fiscals que integraven 695 persones, la mediana anual d'ingressos fiscals per persona era de 15.706 €.

### Activitats econòmiques
Dels 13 establiments que hi havia el 2007, 1 era d'una empresa extractiva, 1 d'una empresa de fabricació de material elèctric, 4 d'empreses de construcció, 2 d'empreses de comerç i reparació d'automòbils, 1 d'una empresa d'hostatgeria i restauració, 1 d'una empresa financera i 3 d'empreses de serveis.
Dels 6 establiments de servei als particulars que hi havia el 2009, 2 eren tallers de reparació d'automòbils i de material agrícola, 1 paleta, 2 lampisteries i 1 empresa de construcció.
L'any 2000 a Pommerieux hi havia 43 explotacions agrícoles que ocupaven un total de 1.980 hectàrees.

## Equipaments sanitaris i escolars
El 2009 hi havia una escola elemental integrada dins d'un grup escolar amb les comunes properes formant una escola dispersa.

## Poblacions més properes
El següent diagrama mostra les poblacions més properes.